# 爱已不在
《爱已不在》（英語："Outside"）是苏格兰DJ兼唱片制作人卡尔文·哈里斯与英国歌手埃利·古尔丁合作的一首歌曲，于2014年10月20日作为哈里斯第四张录音室专辑《音浪狂潮》的第四首单曲发行。这是哈里斯和古尔丁自2013年单曲《我要你的爱》的再度合作。歌曲也收录于古尔丁第三张录音室专辑《疯狂快感》豪华版。

## 创作
歌曲以D小调写就，每分钟128拍，和弦进程为B♭-Gm-Dm-C。

## 专业评价
歌曲获音乐评论家非常正面的评价，被称作两人之前合作的杰出续作，是专辑的一大亮点。PopMatters的布伦特·福克纳（Brent Faulkner）称赞歌曲是“《音浪狂潮》的精髓之一”，写道：“第一次听便能知道它是最强劲的流行乐曲”。《娱乐周刊》的凯尔·安德森（Kyle Anderson）评论称，哈里斯从歌曲中“找到了（古尔丁的）脆弱颤音和歪曲合成器铺垫的完美平衡点”。Idolator的罗比·道（Robbie Daw）认为歌曲“很悦耳，比卡尔文和埃利之前的合作作品，2012年的《我要你的爱》稍微出色点。能听到两位歌手一同掀翻录音棚还能产生如此大的魔力，让人觉得欣慰。”
的卡罗琳·梅耶斯（Carolyn Menyes）认为：“哈里斯给合成器节奏调弦的效果和古尔丁的低沉嗓音配合得完美。我们之前在《我要你的爱》中已经听到过了，这次它全力回归，虽然呈现出另一种魔幻般的合体。”Allmusic的希瑟·费尔斯（Heather Phares）认为曲子“没能很好地夺回（哈里斯和古尔丁）之前作品中的莫利，但确实充分运用了她这把很能骗人的强大女高音，这一次还是处在弱拍环境中。”《偏锋杂志》的詹姆斯·雷尼斯（James Rainis）认为《爱已不在》最显著的特征是，钩符的韵律与卡莉·蕾·杰普森和猫头鹰城市的歌曲《美好时光》几乎如出一辙，但缺乏《美好时光》的娇媚魅力。”AXS TV的蔡斯·亨特（Chase Hunt）认为歌曲是“一次正经的搭配，但结果预想到”。

## 商业表现
歌曲空降英国单曲排行榜第6位，首周售出28902份，次周保持第6位，销量为35590份。第三周，歌曲跌至第10位，销量为33208份。
在美国，截至2015年3月7日周末，歌曲成为哈里斯第八首《公告牌》舞曲/混音电台榜冠军单曲，追平大卫·库塔和麦当娜，同时这也是古尔丁在该榜的第三首冠军单曲。在公告牌百强单曲榜上，歌曲最高排名第29位，成为哈里斯第八首、埃尔丁第五首前四十强单曲。

## 音乐录影带
歌曲音乐录影带由埃米尔·纳瓦执导，于2014年10月20日在洛杉矶摄制。视频于2014年11月12日首播。影片刻画了两对关系混乱、时常恶语相向的夫妇。哈里斯和古尔丁分别扮演了两对夫妇中的一方，似乎都遭受虐待。视频穿插了古尔丁在郊区房屋前面对镜头唱歌的镜头，超现实的画面扭曲了前景和背景，所有物体都被定格，古尔丁悬在半空中，浮空的矩形镜子最终破碎。视频结尾处，古尔丁和哈里斯出现在房子中，所有东西都定格了，让观众猜测哪个版本才是现实的。

## 曲目列表
| 数字下载 | 数字下载                            | 数字下载 |
| 曲序     | 曲目                                | 时长     |
| -------- | ----------------------------------- | -------- |
| 1.       | Outside（featuring Ellie Goulding） | 3:47     |

| CD单曲 | CD单曲                              | CD单曲 |
| 曲序   | 曲目                                | 时长   |
| ------ | ----------------------------------- | ------ |
| 1.     | Outside（featuring Ellie Goulding） | 3:49   |
| 2.     | Ecstasy（featuring Hurts）          | 3:42   |

| Beatport混音版 | Beatport混音版                                       | Beatport混音版 |
| 曲序           | 曲目                                                 | 时长           |
| -------------- | ---------------------------------------------------- | -------------- |
| 1.             | Outside（HardwellRemix feat. Eille Goulding）        | 4:56           |
| 2.             | Outside（Oliver Heldens Remix feat. Eille Goulding） | 4:55           |

## 榜单
| 榜单（2014–15年）                                 | 最高 排位 |
| ------------------------------------------------- | --------- |
| 澳大利亚（澳大利亚唱片业协会單曲榜）              | 7         |
| 澳大利亚舞曲榜（澳大利亚唱片业协会)               | 2         |
| 奥地利（Ö3四十强单曲榜）                          | 3         |
| 比利时佛兰德（Ultratop五十强单曲榜）              | 8         |
| 比利时佛兰德（Ultratop舞曲榜）                    | 4         |
| 比利时瓦隆（Ultratop五十强单曲榜）                | 8         |
| 比利时瓦隆（Ultratop舞曲榜）                      | 1         |
| 巴西（巴西唱片制作人协会）                        | 24        |
| 加拿大（Canadian Hot 100）                        | 10        |
| 加拿大（《告示牌》Canada CHR）                    | 37        |
| 哥伦比亚（National Report Top Anglo）             | 3         |
| 捷克（電台百強單曲榜）                            | 29        |
| 捷克（百強數位單曲榜）                            | 1         |
| 丹麥（Hitlisten单曲榜）                           | 5         |
| 歐洲（《告示牌》Euro Digital Song Sales）         | 6         |
| 芬兰（芬蘭官方單曲榜）                            | 1         |
| 法国（法國唱片出版業公會單曲榜）                  | 19        |
| 匈牙利（四十強舞曲榜）                            | 1         |
| 匈牙利（四十强电台榜）                            | 3         |
| 匈牙利（四十強單曲榜）                            | 1         |
| 愛爾蘭（愛爾蘭唱片音樂協會单曲榜）                | 5         |
| 意大利（意大利音乐产业联盟单曲榜）                | 14        |
| 日本（日本百强金曲榜）                            | 87        |
| 盧森堡（《告示牌》Luxembourg Digital Song Sales） | 2         |
| 荷兰（荷蘭四十強單曲榜）                          | 7         |
| 荷兰（百强单曲榜）                                | 8         |
| 荷兰（Dance Top 30）                              | 3         |
| 新西兰（新西兰唱片音乐协会单曲榜）                | 7         |
| 挪威（世道單曲榜）                                | 3         |
| 波蘭（波蘭百大電台榜）                            | 1         |
| 波蘭（波蘭五十強舞曲榜）                          | 13        |
| 蘇格蘭（官方榜单公司單曲榜）                      | 3         |
| 斯洛伐克（電台百強單曲榜）                        | 15        |
| 斯洛伐克（百強數位單曲榜）                        | 3         |
| 南非（非洲娛樂監測单曲榜）                        | 10        |
| 韩国（Gaon国际榜）                                | 51        |
| 西班牙（西班牙音樂製作協會）                      | 11        |
| 瑞典（瑞典最熱榜）                                | 3         |
| 瑞士（瑞士热门音乐榜）                            | 5         |
| 英國（官方榜单公司單曲榜）                        | 6         |
| 英國（官方榜单公司舞曲榜）                        | 1         |
| 美国（《告示牌》百大單曲榜）                      | 29        |
| 美國（《告示牌》Adult Pop Airplay）               | 34        |
| 美國（《告示牌》Dance Club Songs）                | 5         |
| 美國（《告示牌》Hot Dance/Electronic Songs）      | 2         |
| 美國（《告示牌》Latin Pop Airplay）               | 32        |
| 美國（《告示牌》Pop Airplay）                     | 8         |
| 美國（《告示牌》Rhythmic Songs）                  | 30        |

| 榜单（2014年）                       | 排位 |
| ------------------------------------ | ---- |
| 澳大利亚（澳大利亚唱片业协会）       | 80   |
| 澳大利亚舞曲榜（澳大利亚唱片业协会） | 17   |
| 匈牙利（四十强舞曲榜）               | 60   |
| 荷兰（三十强单曲榜）                 | 31   |
| 瑞典（瑞典最热榜）                   | 92   |
| 英国单曲榜（官方榜单公司）           | 99   |
| 美国舞曲/电音歌曲榜（《告示牌》）    | 57   |

| 榜单（2015年）                         | 排名 |
| -------------------------------------- | ---- |
| 澳大利亚（澳大利亚唱片业协会）         | 28   |
| 奥地利（Ö3四十强单曲榜）               | 48   |
| 比利时法兰德斯（Ultratop五十强单曲榜） | 57   |
| 比利时法兰德斯（Ultratop舞曲榜）       | 37   |
| 比利时瓦隆尼亚（Ultratop五十强单曲榜） | 41   |
| 比利时瓦隆尼亚（Ultratop舞曲榜）       | 17   |
| 加拿大（加拿大百强单曲榜）             | 58   |
| 丹麦（Tracklisten）                    | 65   |
| 德国（官方德国榜单）                   | 40   |
| 意大利（意大利音乐产业联盟）           | 62   |
| 荷兰（荷兰40强单曲榜）                 | 40   |
| 荷兰（百强单曲榜）                     | 54   |
| 荷兰（30强舞曲榜）                     | 13   |
| 波兰（波兰百强电台榜）                 | 37   |
| 瑞典（瑞典最热榜）                     | 77   |
| 瑞士（瑞士热门音乐榜）                 | 40   |
| 英国（官方榜单公司单曲榜）             | 85   |
| 美国（《告示牌》舞曲/电音歌曲榜）      | 6    |
| 美国（《告示牌》主流四十强单曲榜）     | 48   |

## 销量认证
| 地區                                                       | 认证    | 认证单位/销量 |
| ---------------------------------------------------------- | ------- | ------------- |
| 澳大利亚（澳大利亚唱片业协会）                             | 2× 白金 | 140,000^      |
| 丹麦（國際唱片業協會丹麥分會）                             | 白金    | 60,000^       |
| 德国（聯邦音樂產業協會）                                   | 金      | 200,000‡      |
| 意大利（意大利音乐产业联盟）                               | 2× 白金 | 100,000‡      |
| 墨西哥（墨西哥音像製品協會）                               |         | 60,000*       |
| 新西兰（新西兰唱片音乐协会）                               | 白金    | 15,000*       |
| 西班牙（西班牙音樂製作協會）                               | 白金    | 40,000‡       |
| 英国（英国唱片业协会）                                     | 白金    | 600,000‡      |
| 美国（美國唱片業協會）                                     | 白金    | 1,000,000‡    |
| *僅含認證的實際銷量 ^僅含認證的出貨量 ‡僅含認證的+實際銷量 |         |               |

## 发行历史
| 地区   | 日期           | 模式                          | 厂牌                                           | 参考资料 |
| ------ | -------------- | ----------------------------- | ---------------------------------------------- | -------- |
| 美国   | 2014年10月20日 | 数字下载 （《热浪狂潮》预购） | 解构  飞眼  哥伦比亚 | [ 18 ]   |
| 英国   | 2014年11月3日  | 当代流行电台                  | 解构  飞眼  哥伦比亚 | [ 104 ]  |
| 德国   | 2014年12月19日 | CD单曲                        | 解构  飞眼  哥伦比亚 | [ 19 ]   |
| 美国   | 2015年1月13日  | 当代流行电台                  | 解构  飞眼  哥伦比亚 | [ 105 ]  |
| 意大利 | 2015年1月16日  | 当代流行电台                  | 解构  飞眼  哥伦比亚 | [ 106 ]  |